# Marianne Verville
Pour les articles homonymes, voir Verville.
Marianne Verville est une actrice québécoise née le 28 mai 1994 à Saint-Lambert (Québec). Elle est la fille de Pierre Verville.

## Biographie
Elle est surtout connue au cinéma pour son rôle d'Aurélie Laflamme (adaptation des romans Le journal d'Aurélie Laflamme d'India Desjardins).
Elle a par ailleurs aussi participé avec son père à une publicité pour Le Lait. Elle a également joué dans la télé-série à Radio-Canada, Mauvais Karma, dans le rôle de Violette.
En 2020, Marianne a pris le rôle d'Alex, une jeune adolescente qui avec son ami, Joaquim, découvrent une ancienne installation secrète de l’agence spatiale dans le série jeunesse Comme dans l'espace. Ensemble ils vulgarisent le science de la cosmos avec des expériences, l'aide des experts et d'une androïde nomme Mia, Ils présentent les résultats sur leur vlog.

## Filmographie

### Cinéma
- 2010 : Le Journal d'Aurélie Laflamme (Aurélie Laflamme)
- 2012 : 22h20, Heure de l’Est[1] (Anne)
- 2015 : Aurélie Laflamme - Les pieds sur terre (Aurélie Laflamme)

### Télévision
- 2010 - 2012 : Mauvais Karma (Violette)
- 2012 - 2013 : Tactik (Marjorie) (Saison 5 et 6)
- 2014 : Au secours de Béatrice (Sandra)
- 2015 : Camping de l'ours (Jessika Nature)
- 2016 - 2017 : District 31 (Mélissa Quesnel)
- 2019 - 2024 : Cerebrum (Marine)
- 2021 : Comme dans l'espace (Alex)[2]

### Websérie
- 2018 : Oh My Lord! (Beth)[3]

### Vidéoclips
- 2015 : Pourquoi tout perdre, de Lenni-Kim Lalande : sœur de Lennikim
- 2011 : Amanda, de Xavier Constantin

## Doublage

### Cinéma
- 2017 : My Little Pony, le film : Rainbow Dash